# Ayuntamiento de Tunstall
El Ayuntamiento de Tunstall es un edificio municipal en High Street en Tunstall, Staffordshire, Inglaterra. La estructura, que fue el lugar de reunión del Consejo del Distrito Urbano de Tunstall, es un edificio catalogado de Grado II.

## Historia
El primer ayuntamiento en Tunstall fue un pequeño ayuntamiento de estilo neoclásico en el medio de Tower Square que se completó en 1816. Después de que el primer ayuntamiento se volviera inadecuado, la junta local de salud decidió adquirir una estructura más sólida: el sitio elegido fue el extremo occidental del mercado, que había sido diseñado por George Thomas Robinson en estilo neoclásico y terminado en 1855. El mercado tuvo que ser reducido en tamaño para dar cabida al nuevo ayuntamiento.
El nuevo edificio fue diseñado por Absalom Wood en estilo renacentista, construido en ladrillo rojo con revestimientos de terracota a un costo de £ 14,000 y terminado en 1885. El diseño involucró una fachada principal simétrica con nueve bahías que daban a High Street; la sección central de cinco tramos, que se proyectaba ligeramente hacia adelante, presentaba aberturas en arco en la planta baja, para permitir el acceso a las tiendas y al mercado, la abertura central estaba flanqueada por ménsulas que sostenían un balcón. En el primer piso había ventanas de cabeza redonda flanqueadas por pilastras de orden corintio que sostenían un entablamento con la inscripción "Paz, Felicidad, Verdad, Justicia AD MDCCCLXXXV" y una cornisa con muchos modillones. La bahía central presentaba un piso del ático con un óculo que contenía una estrella de David flanqueado por pilastras que sostenían un frontón abierto; los vanos exteriores de la sección central también fueron franqueados. Internamente, las estancias principales eran el salón central, la sala de audiencias y la sala del consejo.
Tras un importante crecimiento de la población, en gran parte asociado con la producción de cerámica, Tunstall se convirtió en un distrito urbano con el nuevo ayuntamiento como sede en 1894. El edificio continuó sirviendo en esa capacidad hasta principios del siglo XX, pero dejó de ser la sede del gobierno local cuando se formó la Federación de Stoke-on-Trent en marzo de 1910. La planta baja del edificio continuó usándose para fines comerciales, mientras que el primer piso se usó como lugar de eventos: los artistas incluyeron la banda de punk rock Crass, en abril de 1982 y la banda de punk rock, Discharge, en julio de 1983 Sin embargo, el edificio se descuidó y cayó en un estado de grave deterioro en la década de 1990.
En junio de 2019 comenzó un extenso programa de trabajos de restauración, llevado a cabo por GF Tomlinson a un costo de £ 3,8 millones. Las obras estaban destinadas a habilitar el edificio para albergar la biblioteca local, un centro infantil y un centro comunitario local.